# 28747 Swintosky
28747 Swintosky è un asteroide della fascia principale. Scoperto nel 2000, presenta un'orbita caratterizzata da un semiasse maggiore pari a 2,8607199 UA e da un'eccentricità di 0,0469123, inclinata di 2,04976° rispetto all'eclittica.